# Nationalgarde von Tadschikistan
Die Nationalgarde von Tadschikistan (Nazionalnaja gwardija Tadschikistana (russisch Национальная гвардия Таджикистана, wiss. Transliteration Nacional'naja gvardija Tadžikistana; tadschikisch Гвардияи миллии Ҷумҳурии Тоҷикистон Gwardijai milliji Dschumhuriji Todschikiston, en: Brigade of Special Mission, Presidential Guard (früher: Brigade der Sondermissionen und Präsidentengarde))) ist eine Abteilung der Streitkräfte der Republik Tadschikistan und steht unter dem direkten Kommando des Präsidenten von Tadschikistan. Die Hauptaufgabe der Nationalgarde besteht darin, die öffentliche Sicherheit zu gewährleisten, was den Aufgaben der Inneren Truppen (Quschunhoi dochiliji Todschikiston, tadschikisch Қӯшунҳои дохилии Тоҷикистон) ähnelt, und die Nationalgarde nimmt an zeremoniellen Aufgaben teil.

## Geschichte
Sie wurde am 4. Dezember 1992 während der 16. Sitzung der Obersten Versammlung Tadschikistans gegründet und war ursprünglich eine Spezialeinheit mit dem Namen „Brigade der Sondermissionen“, die dem tadschikischen Innenministerium unterstand. In den ersten Jahren wurde die Garde ernsthaften Tests unterzogen, um das Vertrauen des Präsidenten und des Volkes zu gewinnen. Dann änderte Präsident Emomalij Rahmon am 17. Januar 1995 den Namen in „Präsidentengarde“.
Innerhalb von zwei Jahren wurden vier weitere Einheiten in den Städten Tschkalowsk, Kalinin und Obigarm gebildet. Sie hatten eine ähnliche Struktur wie das übrige Militär. Bemerkenswert ist die Tapferkeit, welche die Nationalgarde zeigt. Die „Schnelle Eingreiftruppe“ (Erste Brigade) unter Oberst (Colonel) Mahmud Khudoiberdiyev nahm als Teil der Garde und der regulären Armee am tadschikischen Bürgerkrieg teil. Sie entwickelte sich zu einer der effektivsten Kampfeinheiten innerhalb der Armee, lieferte sich jedoch einen Machtkampf mit der 11. Brigade. Sie besiegten die 11. und versuchten im November 1998, die Hauptstadt einzunehmen. wurden jedoch von einer anderen Einheit der Garde besiegt mit Hilfe von bewaffneten Straßenräubern. Der Colonel und seine Männer flohen nach Usbekistan.
2004 wurde der Chef der Garde (und Leiter der Tadschikischen Drogenkontrollbehörde – Narkotiklərlə Mübarizə Agentliyi), Ghaffor Mirzoyev (Ғаффор Мирзоев), wegen Korruption und Drogenhandel verhaftet. Am 26. Januar 2004 wurde die Präsidentengarde in die Nationalgarde umgewandelt. Im Jahr 2007 begann die Ausbildung beim United States Special Operations Command Central.
Ein Mil Mi-8 der Garde stürzte am 6. Oktober 2010 in der Nähe von Ezgand (Yozghand, Ёзғанд) und Tavildara (Тавилдара) ab. Bei einem Landeversuch geriet der Hubschrauber in Stromleitungen, was zum Absturz führte. Die 28 Insassen kamen ums Leben. Dies war Tadschikistans schlimmster Flugunfall seit 1997.
Am 2. Oktober 2014 wurde zum 10-jährigen Jubiläum der Nationalgarde eine Militärparade veranstaltet. 2010 nahm erstmals ein Kontingent von 53 Frauen an der Parade zum 15. Jubiläum der Nationalgarde teil. Im September 2020 wurde zum Silber-Jubiläum der Nationalgarde erneut eine Parade veranstaltet.

## Aufgaben
In einer von WikiLeaks veröffentlichten diplomatischen Depesche aus dem Jahr 2007 beschrieb die US-Botschaft in Duschanbe die Nationalgarde als „Prätorianergarde“ für den Präsidenten von Tadschikistan, Emomali Rahmon. Das Telegramm stellte außerdem dar, dass es „Priorität für die Besetzung und Vergünstigungen innerhalb des tadschikischen Verteidigungsapparats“ („the priority of fill and perks within the Tajik defense establishment“) hat. Eine Ehrengarde der Nationalgarde wird für den Empfang von Staatsgästen aufgestellt. Zur Vereidigung des Präsidenten trägt die Nationalgarde die Staatsinsignien.

## Struktur
Die Nationalgarde ist gegliedert in:
- Kommandabteilung
- Trainingsabteilung
- Hauptquartier
  - Einsatzabteilung
  - Abteilung für Organisation und Mobilisierung
  - Abteilung für Kommunikation, Militär und Sicherheitsdienste
  - Kommandobüro
  - Militärorchester (оркестри Гвардияи миллии)
  - Bataillon der Ehrengarde (Баталёни қаровули фахрии)
- Bildungsabteilung
  - Abteilung für patriotische Bildung
  - Abteilung für Militärdisziplin
  - Abteilung für die Verhütung von Straftaten
  - Sektion für psychologische Arbeit
- Abteilung für Waffen und Ausrüstung
- Zentrum für Personalschulung
- Luftfahrt-Abteilung
- Finanzabteilung
- Medizinische Abteilung
- Zentralspital
- Zeitschrift „Rodmardon“
- „Dilovaron“ (Popmusik-Orchester)

### Führung
Die Führung der Nationalgarde wird vom Präsidenten Tadschikistans in seiner verfassungsmäßigen Rolle als Oberbefehlshaber der Streitkräfte Tadschikistans organisiert und durchgeführt. Die direkte Führung der Nationalgarde Tadschikistans obliegt dem Kommandeur der Nationalgarde. Das Hauptorgan der operativen Führung ist der Generalstab, der vom Chef des Generalstabs – dem Ersten Stellvertretenden Kommandeur der Nationalgarde – geleitet wird. Der Generalstabschef nimmt in seiner Abwesenheit die Aufgaben des Kommandeurs der Nationalgarde wahr.

### Kommandanten
- Ghaffor Mirzoyev (1995 – 26. Januar 2004)
- Rajabali Rahmonali (26. Januar 2004 – 20. November 2013)
- Bobodzhon Dzhamolzoda (20. November 2013–)[13][14]

## Insignien
Die Garde hat ein eigenes Abzeichen und ein eigenes Kampfbanner, beide mit dem Wappen Tadschikistans. Vorschriften über das Abzeichen und das Kampfbanner werden durch ein Dekret des Präsidenten genehmigt, ebenso wie die Abzeichen der Militäreinheiten und Unterabteilungen der Nationalgarde. Die Nationalgarde verfügt über ein Siegel mit dem Bild des Wappens und dem Namen der Nationalgarde in tadschikischer und russischer Sprache.

### Museum
Das Museum der Nationalgarde Tadschikistans (tadschikisch Осорхонаи Гвардияи миллии Тоҷикистон, Ossorchonai Gwardijai milliji Todschikiston) ist das offizielle historische Zentrum der Nationalgarde. Zu den Exponaten gehören Skulpturen und Fotografien der tadschikischen Militärgeschichte.

## Ausbildung
Die wichtigste Bildungseinrichtung der Nationalgarde ist das Ausbildungszentrum der Nationalgarde (NGTC). Zusätzlich zum NGTC studieren Kadetten dieser Einheit an Militärakademien in Russland, den Vereinigten Staaten und Kasachstan. Das Militärinstitut des Verteidigungsministeriums von Tadschikistan (Донишкадаи ҳарбии Вазорати мудофиаи Ҷумҳурии Тоҷикистон, Donischkadai harbiji Wasorati mudofiai Dschumhuriji Todschikiston) betreibt auch eine eigene National Guard Faculty.